# Love Me (canción de The 1975)
«Love Me» —en español: «Quiéreme»— es una canción de la banda inglesa de rock The 1975. Fue el sencillo de su segundo álbum de estudio, I Like It When You Sleep, for You Are So Beautiful Yet So Unaware of It (2016), lanzado por Dirty Hit.

## Origen
Según Matthew Healy, el vocalista de la banda, la canción nació fuera de confusión en respuesta al éxito de la banda. Habló sobre la génesis de la canción a Billboard.
La canción fue comparada con «Fame» de David Bowie, así como «Burning Down the House» de Talking Heads.

## Lanzamiento
La canción debutó en BBC Radio 1 el 8 de octubre de 2015 en Annie Mac's Hottest Record In The World. El grupo tocó la canción junto a «The Sound» en su aparición en Saturday Night Live el 6 de febrero de 2016.

## Críticas
Las críticas de la canción eran positivas. Matthew Horton de NME escribió que la canción «da plena confianza, cabiendo con una canción que Healy dice que trata sobre narcisismo». Nick Williams en Billboard lo bautizó como «un impresionante venidero-de-cambio de edad» y un «paso fuera del radiofónico-rock de adolescente amistoso de su debut». Brennan Carley de la respuesta de Spin era favorable: «Un tema que no estaría fuera de lugar en cualquier Neon Indian, con un acento británico más marcado».

## Vídeo musical
El vídeo musical de la canción, dirigido por Diane Martel, se lanzó el 28 de octubre de 2015. Un comunicado de prensa que acompaña el clip declara que el «correo-irónico self-rock parodia el rendimiento indulgente en la edad digital construida por la generación del iPhone». Healy comentó en el significado del vídeo: «Con «Love Me» quisimos capturar la adquisición del neon-hued de éxito y exceso, el momento de chillar, el sexy daze». En el clip, la banda actúa rodeada por pop-stars de cartón como Miley Cyrus y Ed Sheeran.

## Posicionamiento en listas
| Listas (2015)                                 | Mejor posición |
| --------------------------------------------- | -------------- |
| Australia (ARIA)                              | 35             |
| Irlanda (IRMA)                                | 42             |
| Escocia (Scottish Singles Sales Chart)        | 10             |
| Reino Unido (UK Singles Chart)                | 20             |
| Estados Unidos (Alternative Airplay)          | 18             |
| Estados Unidos (Billboard Hot 100)            | 100            |
| Estados Unidos (Hot Rock & Alternative Songs) | 7              |